# Peyveste Hanım
Peyveste Hanımefendi (en turco otomano: پیوسته خانم, "habladora", 10 de mayo de 1873 - 1943) fue la décima esposa del sultán Abdul Hamid II del Imperio Otomano.

## Vida
Peyeveste Hanimefendi nació el 10 de mayo de 1873 en Pitsunda y era hija de Osman Bey Emuhvari y su esposa Hesna Hanim Çaabalurhva. Su verdadero nombre era Hatice Rabia Emuhvari. Tenía tres hermanos Ahmed Bey, Eda Hanim, Nurhayat Hanim y Mahşeref Hanim.
En 1877, durante la guerra ruso-turca, su familia emigró del Cáucaso a Constantinopla, donde se rindió a la corte del sultán otomano. Fue puesto al servicio de Nazikeda Kadinefendi y rebautizado como Peyeveste. Sin embargo, Abdul Hamid pronto se fijó en ella y el 24 de enero de 1893 se casaron en el Palacio de Yildiz.
El 14 de agosto de 1894 dio a luz a su único hijo, Şehzade Abdurrahim Hayri. Tras el nacimiento de su hijo, Abdul Hamid ordenó la construcción de un pequeño palacio para su joven esposa. Pronto, sin embargo, el sultán tuvo su nueva favorita y undécima esposa, Pesend Hanimefendi. Peyeveste, decepcionada de su marido, se apartó de la vida de la Corte y se dedicó a la crianza de su hijo. Peyeveste era el más cercano a Sazkar Hanimefendi, otra esposa de Abdul Hamid.
En 1924 se exilió y vivió con su hijo primero en Nápoles y Roma, y más tarde en París, donde murió en 1943 y está enterrada en el cementerio de Bobigny.